# پرسپام مدورا یونایتد
باشگاه فوتبال پرسپام مدورا یونایتد (اندونزیایی: persepam madura) یک باشگاه فوتبال در شهر پامکسان، استان جاوه شرقی، واقع در کشور اندونزی می‌باشد که در سوپر لیگ فوتبال اندونزی بازی می‌کند.
این باشگاه در تاریخ ۱۹۷۰ تأسیس شده‌است.

### قهرمانی ها
یک بار  در لیگ اندونزی